# Pimpla albipalpis
Pimpla albipalpis là một loài tò vò trong họ Ichneumonidae.